# جون فاندربلت
جون فاندربلت هو محامي وقاضي وسياسي أمريكي، ولد في 28 يناير 1819، وتوفي في 16 مايو 1877. نشط حزبياً في الحزب الديمقراطي. وقد انتخب عضو مجلس ولاية نيويورك ‏.